# Felisa Lázaro
Felisa Lázaro (Valladolid, 29 de julio de 1867 – Alicante, 19 de septiembre de 1930) fue una actriz y cantante española.

## Carrera

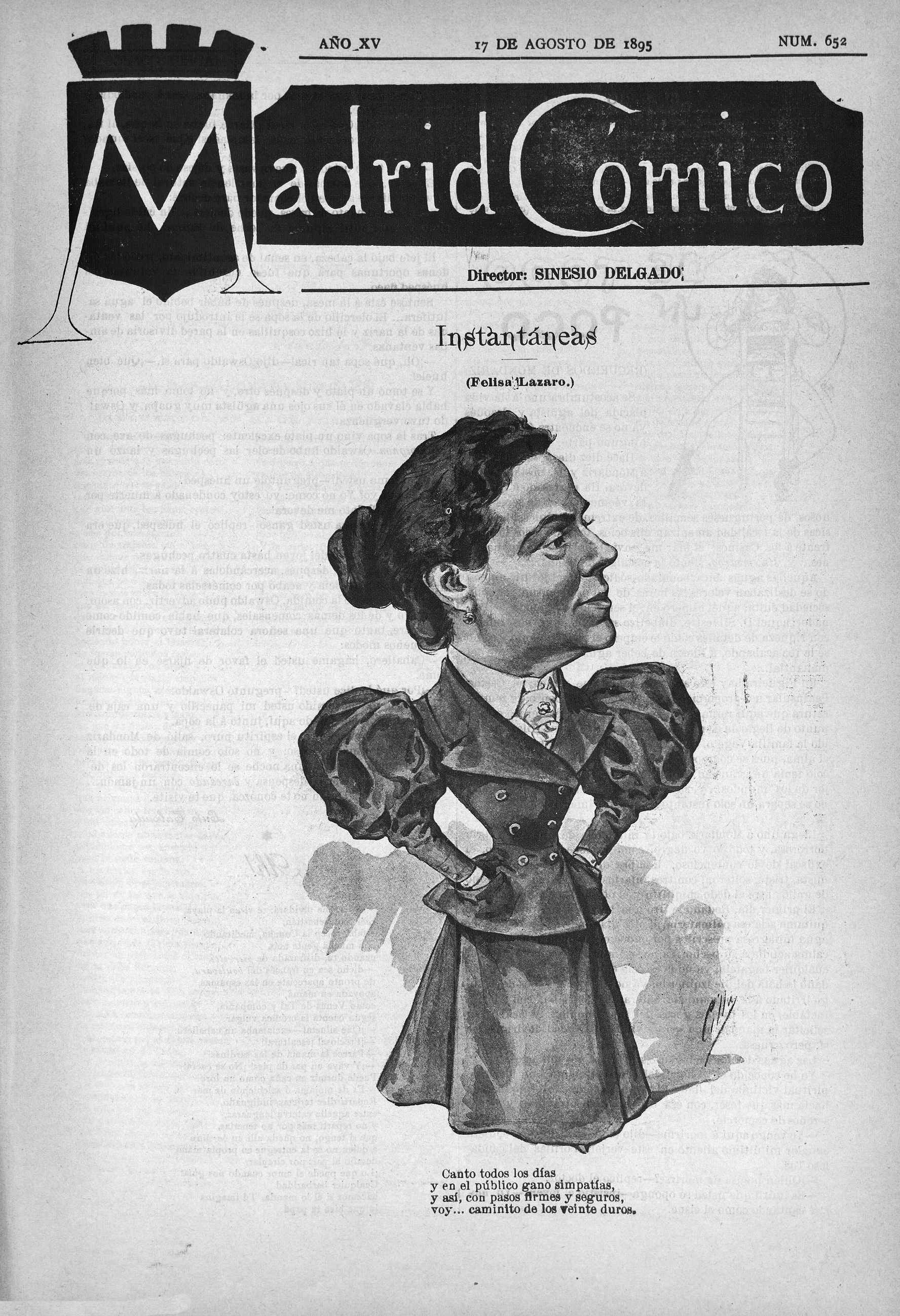
Caricatura de Felisa Lázaro en Madrid Cómico por Cilla (1895).

Nacida en Valladolid (España) el 29 de julio de 1867, comenzó trabajando como actriz y cantante de zarzuela en Madrid, para luego trabajar en el Teatro de la Zarzuela y el Teatro Apolo, participando en 11 obras. Siguió trabajando hasta su muerte. 
Protagonizó la película La verbena de la Paloma de 1921, dirigida por José Buchs y escrita también por José Buchs y Ricardo de la Vega, también protagonizada por Elisa Ruiz Romero, Florián Rey y Julia Lozano. La película se estrenó el 13 de diciembre de 1921.
Lázaro vivió en Alicante, hasta su muerte el 19 de septiembre de 1930 a los 63 años.